# Seyed Reza Hosseini Nassab
Seyed Reza Hosseini Nassab, född 22 november 1960, är en ayatollah och ledare inom imamiterna. Han är bosatt i Kanada.
Han var ordförande och imam i Islamiska Zentrum Hamburg (Imam Ali Moschee Hamburg), Tyskland. Sedan 2003 har han varit ordförande för förbundet för Shia Islam "Ahlul Bayt Assembly" i Kanada och Imam Mahdi Islamic Center i Toronto.